# Congé-sur-Orne
Congé-sur-Orne est une commune française rurale, située dans le département de la Sarthe, l'ancienne province du Maine et la région Pays de la Loire, peuplée de 320 habitants (les Congéens). La majorité de la population réside dans le village, appelé localement le Bourg.
La commune fait partie de la province historique du Maine, et se situe dans le Saosnois.

## Géographie
Congé-sur-Orne est située à 19 km au sud-sud-ouest de Mamers et à 22 km au nord du Mans. L'Orne saosnoise, qui  coule au  sud-est, sépare la commune et celle de Mézières-sur-Ponthouin.

### Communes limitrophes
| Nouans                                            | Dangeul                |                        |
| Lucé-sous-Ballon                                  | Congé-sur-Orne         | Mézières-sur-Ponthouin |
| Ballon ancienne commune de Saint-Ouen-sous-Ballon | Saint-Mars-sous-Ballon |                        |

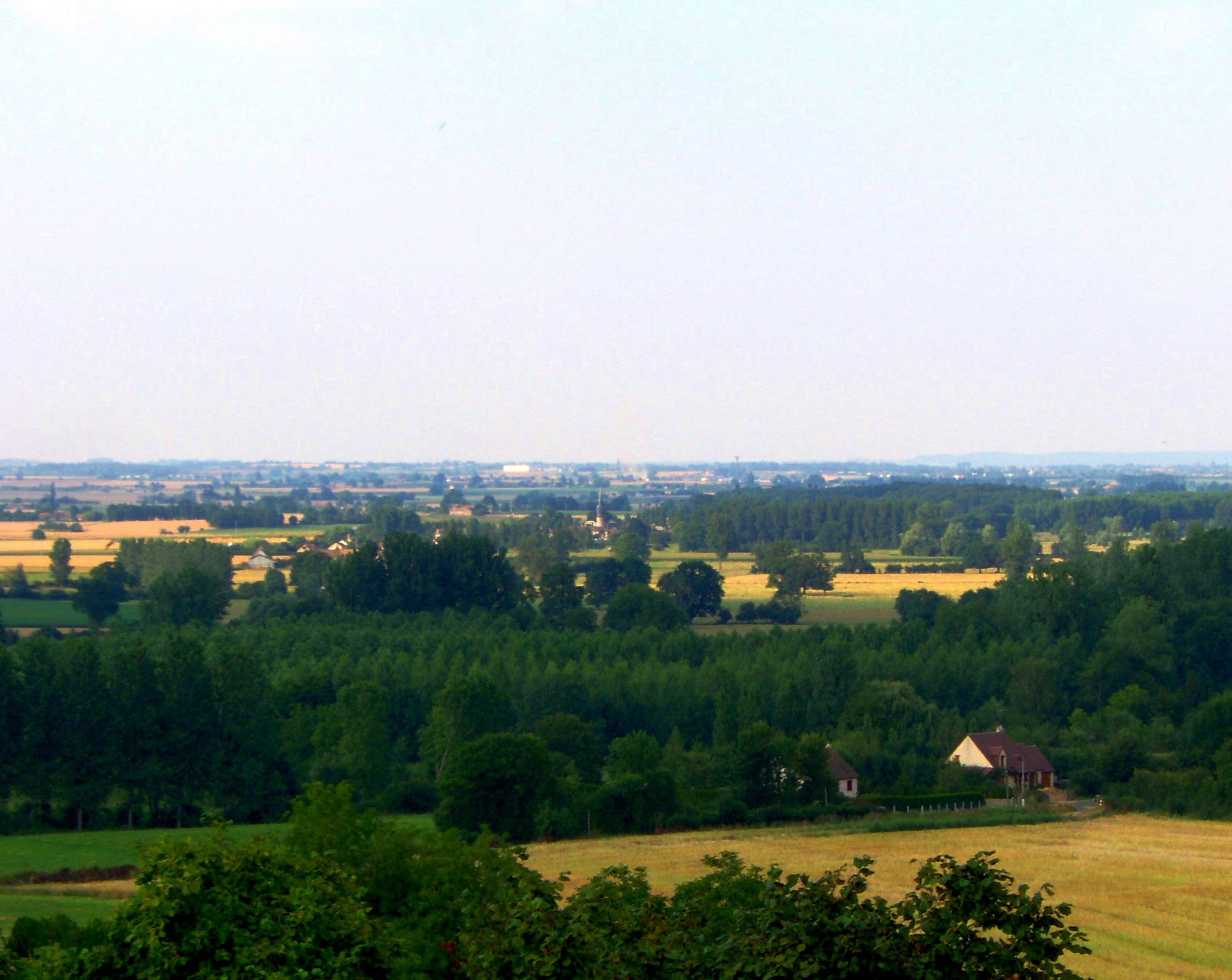
Congé-sur-Orne vue des coteaux de Ballon.
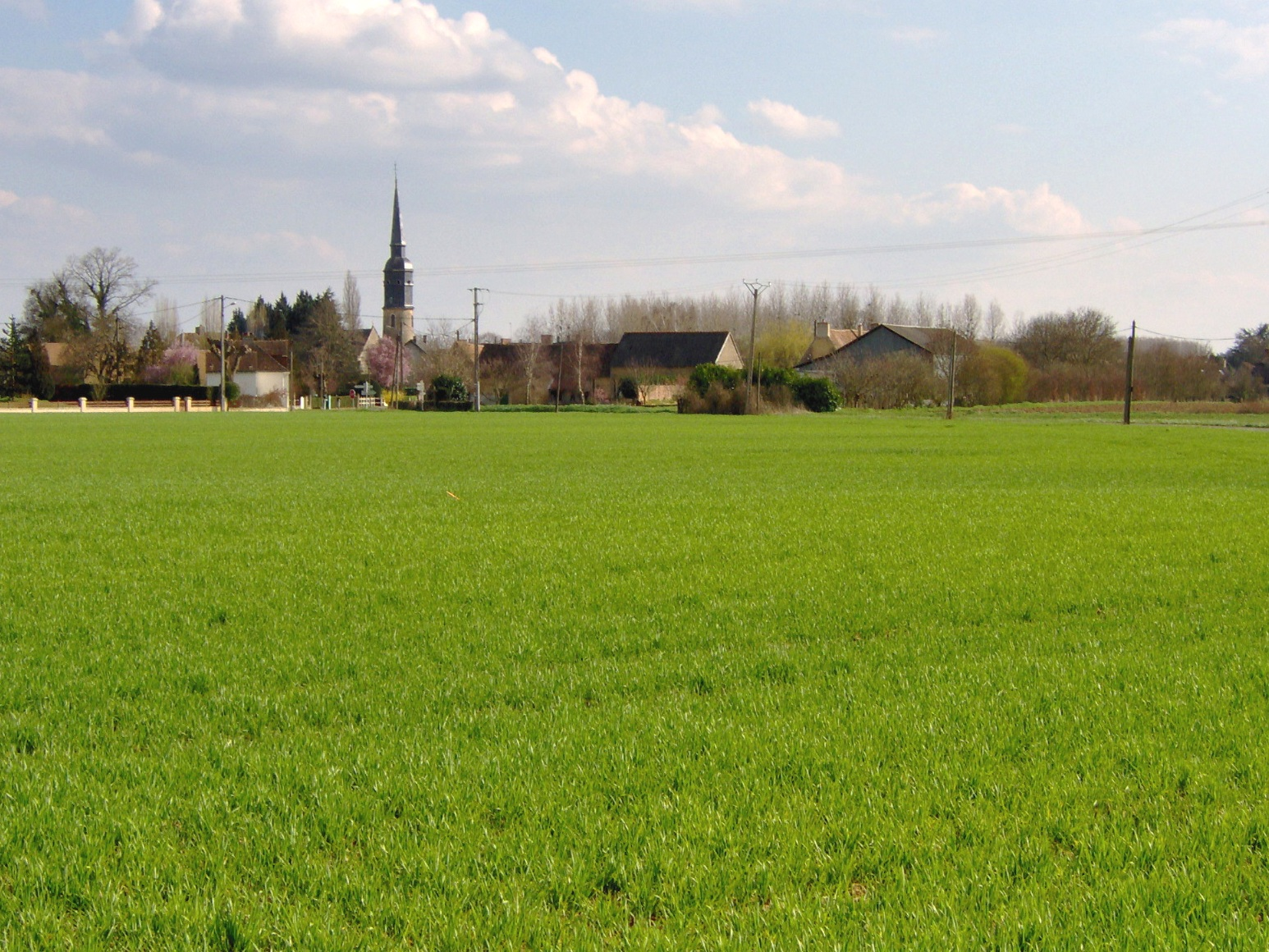
Congé-sur-Orne vue de la route de Dangeul.
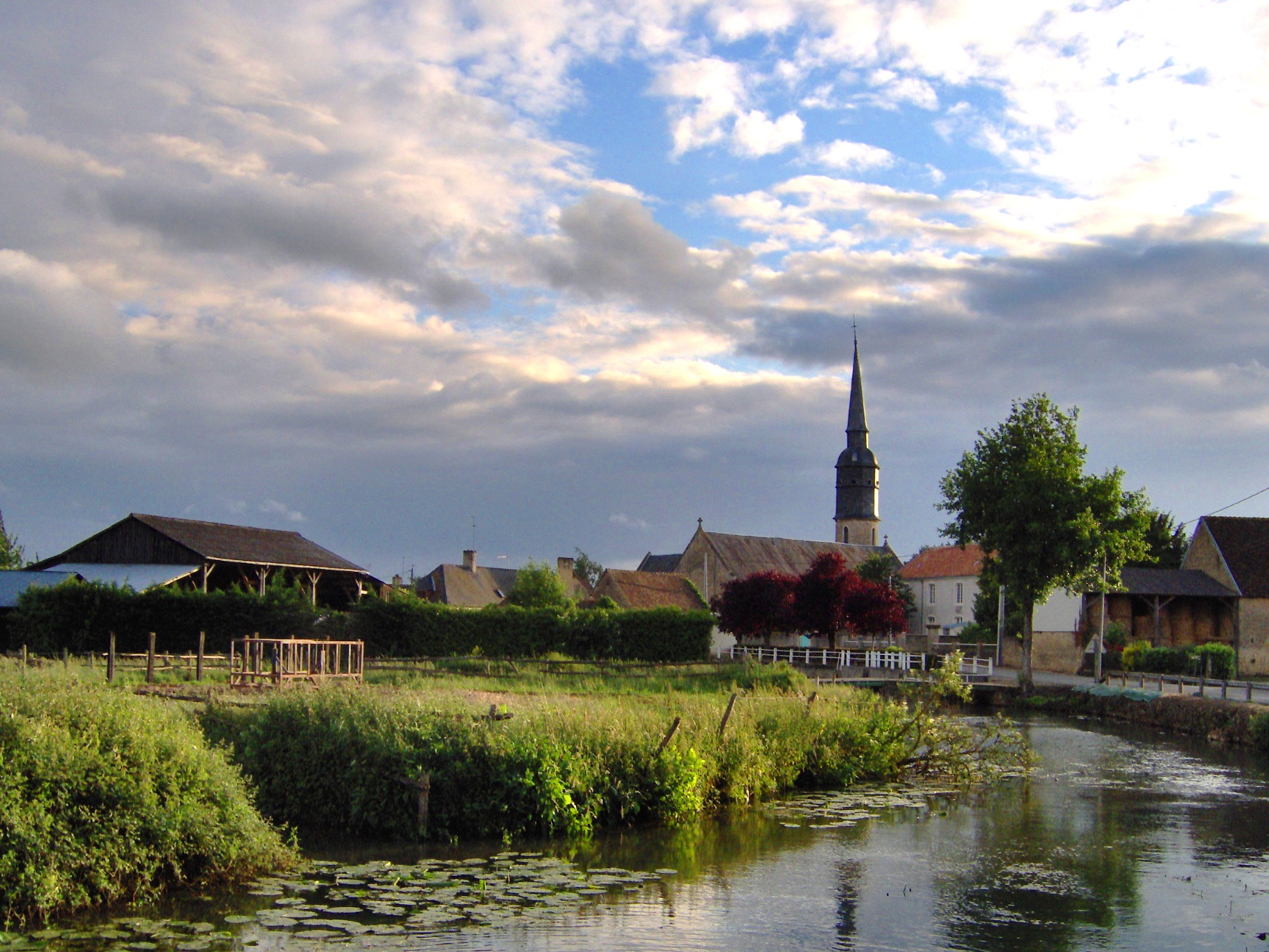
L'Orne saosnoise à Congé-sur-Orne.
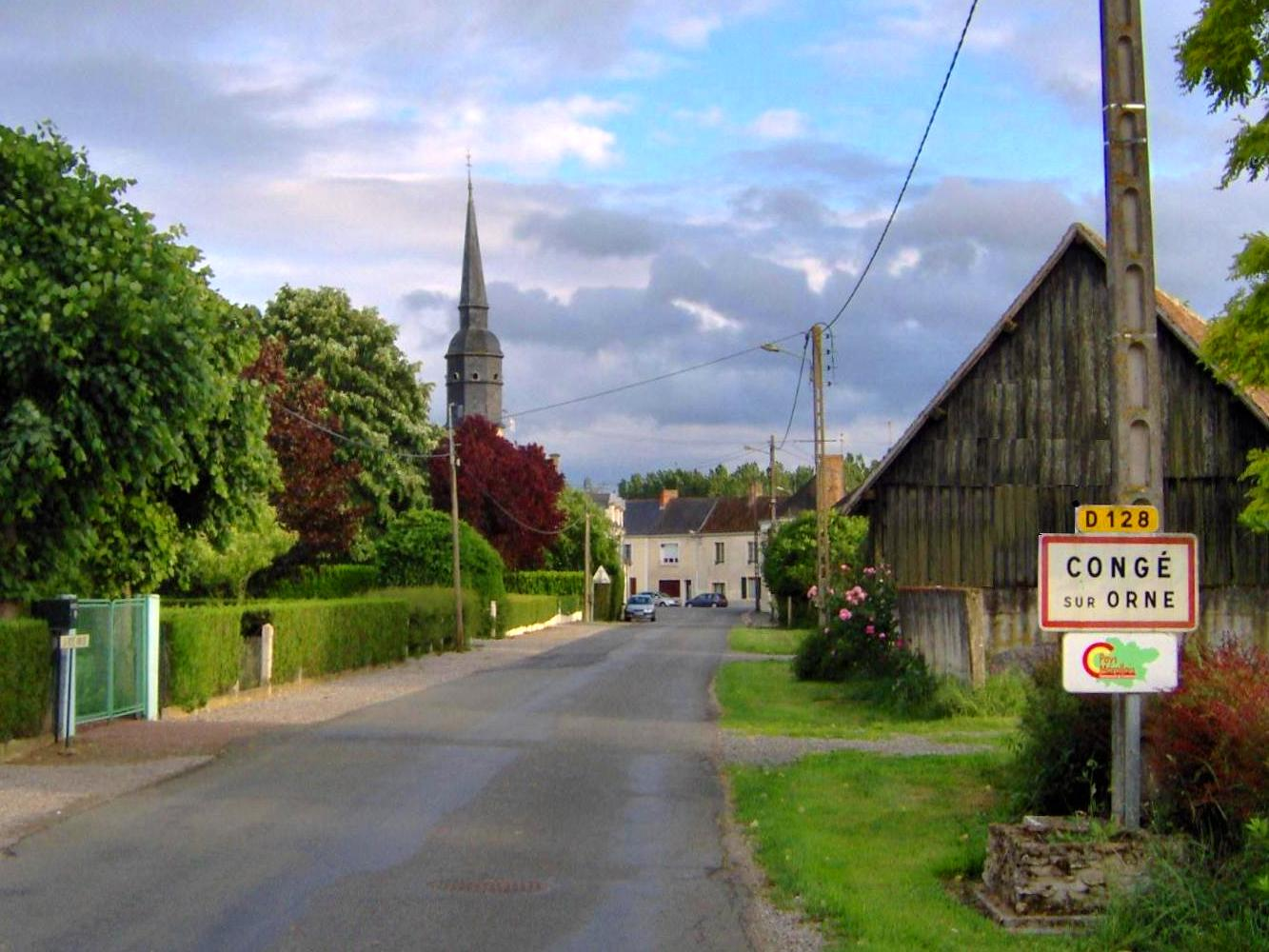
Entrée dans le bourg en venant de Nouans.

### Climat
Pour des articles plus généraux, voir Climat des Pays de la Loire et Climat de la Sarthe.
En 2010, le climat de la commune est de type climat océanique dégradé des plaines du Centre et du Nord, selon une étude du CNRS s'appuyant sur une série de données couvrant la période 1971-2000. En 2020, Météo-France publie une typologie des climats de la France métropolitaine dans laquelle la commune est exposée à un climat océanique altéré et est dans la région climatique  Moyenne vallée de la Loire, caractérisée par une bonne insolation (1 850 h/an) et un été peu pluvieux. 
Pour la période 1971-2000, la température annuelle moyenne est de 10,8 °C, avec une amplitude thermique annuelle de 14,2 °C. Le cumul annuel moyen de précipitations est de 683 mm, avec 11,6 jours de précipitations en janvier et 7,7 jours en juillet. Pour la période 1991-2020, la température moyenne annuelle observée sur la station météorologique de Météo-France la plus proche, « Marolles Les Braults », sur la commune de Marolles-les-Braults à 6 km à vol d'oiseau, est de 11,8 °C et le cumul annuel moyen de précipitations est de 702,5 mm,. Pour l'avenir, les paramètres climatiques de la commune estimés pour 2050 selon différents scénarios d'émission de gaz à effet de serre sont consultables sur un site dédié publié par Météo-France en novembre 2022.

## Urbanisme

### Typologie
Au 1er janvier 2024, Congé-sur-Orne est catégorisée commune rurale à habitat très dispersé, selon la nouvelle grille communale de densité à sept niveaux définie par l'Insee en 2022.
Elle est située hors unité urbaine. Par ailleurs la commune fait partie de l'aire d'attraction du Mans, dont elle est une commune de la couronne,. Cette aire, qui regroupe 144 communes, est catégorisée dans les aires de 200 000 à moins de 700 000 habitants,.

### Occupation des sols
L'occupation des sols de la commune, telle qu'elle ressort de la base de données européenne d’occupation biophysique des sols Corine Land Cover (CLC), est marquée par l'importance des territoires agricoles (99,8 % en 2018), une proportion identique à celle de 1990 (99,8 %). La répartition détaillée en 2018 est la suivante : 
terres arables (72 %), prairies (25,5 %), zones agricoles hétérogènes (2,3 %), forêts (0,2 %). L'évolution de l’occupation des sols de la commune et de ses infrastructures peut être observée sur les différentes représentations cartographiques du territoire : la carte de Cassini (XVIIIe siècle), la carte d'état-major (1820-1866) et les cartes ou photos aériennes de l'IGN pour la période actuelle (1950 à aujourd'hui).

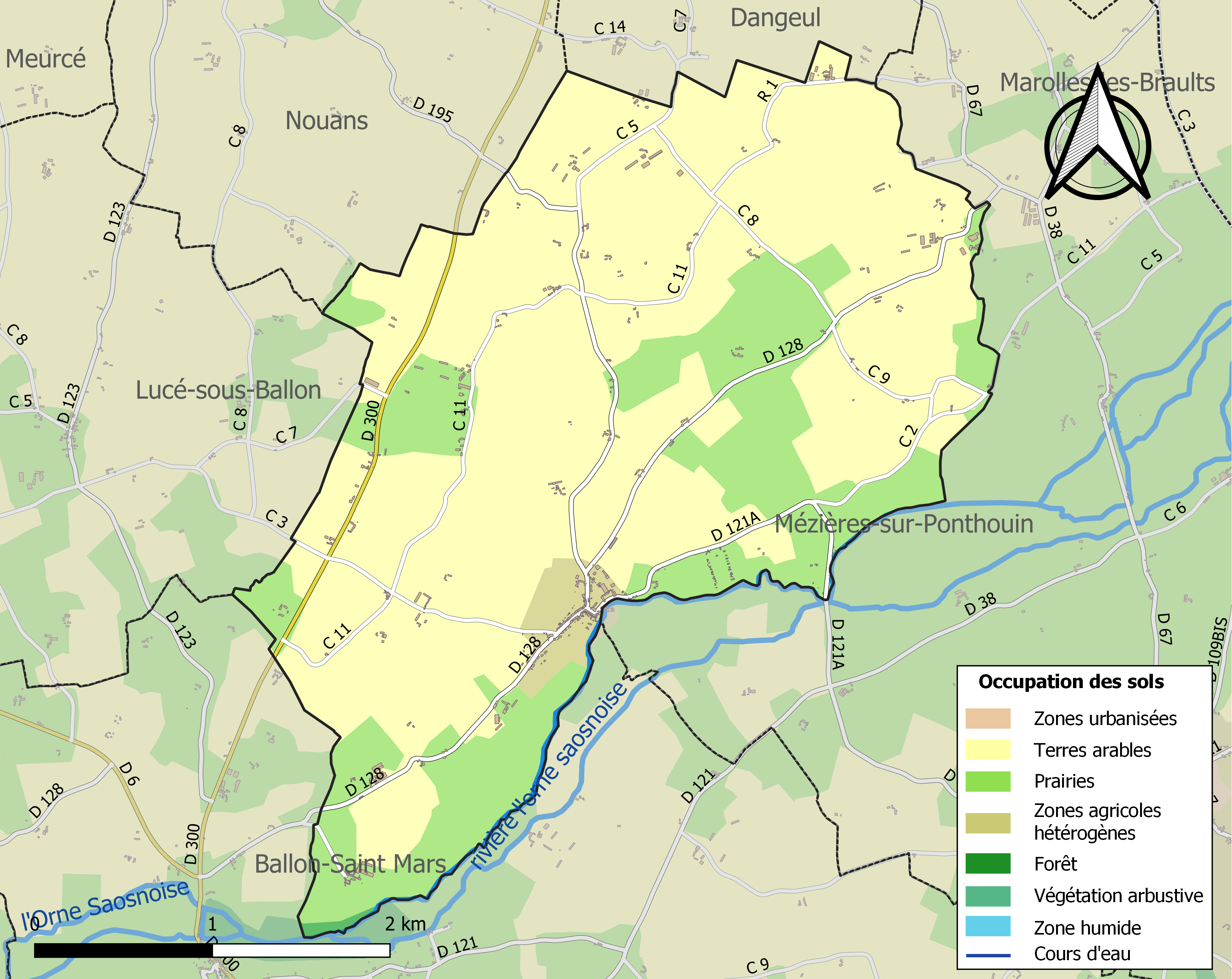
Carte des infrastructures et de l'occupation des sols de la commune en 2018 (CLC).

## Lieux-dits et écarts
Les Arcis (peut-être issu du  bas latin arcisterium, lieu où vivent des religieux[réf. nécessaire]), l'Arçonnerie, Beauregard, Beaugé, les Bois, le Bois des Brosses, le Bois d'Assé, le Boivent, la Boulerie, la Boudinière, les Bourgeons, la Bouteillerie, la Commune, le Carrefour, le Chapitre, la Chatrerie, le Chesnay, le Clos de Beaugé, Coq Fresne, le Cormier, les Coudreaux, le Coudray, les Coulvenderies, la Davière, la Dolinière, Chantepie, le Grand Chemin, le Grand Chesnay, le Grand Mortier, l'Éspérance, les Fontaines, l'Île, le Joncheray, la Maison Neuve, Maleffre, Maumusson, Montotet, le Petit Clos, la Petite Sennerie, le Petit Mans, le Pont Esnault, le Pressoir, la Rangée, le Ribay, le Rideray, les Ronces, les Roseaux, la Route, Saint-Georges, la Sennerie (peut-être le lieu où les protestants avaient un prêche), la Salmondière, la Sourdonnerie, la Tiroufière.

## Histoire
- La seigneurie de la paroisse appartenait à la maison le Vayer de la Davière comme dépendance du marquisat de Ballon.
- Durant les années 1980, le remembrement a fait disparaître une grande partie  du  paysage traditionnel de bocage.

## Toponymie
Le nom de la localité est attesté sous la forme Comiaco en 802.  
Gérard Taverdet y voit soit le nom d’homme gaulois Comios, soit le nom gaulois cumba qui désigne une vallée (une combe), suivi du suffixe -iacum dont l'évolution phonétique aboutit à la terminaison -é dans l'ouest. Toutefois, alors que ce nom d’homme gaulois semble bien attesté dans la région, la vallée en question est assez peu marquée dans la topographie.
Congé devient Congé-sur-Orne à partir de 1801.

## Politique et administration
| Période                                  | Période   | Identité            | Étiquette | Qualité             |
| ---------------------------------------- | --------- | ------------------- | --------- | ------------------- |
| ?                                        | juin 1995 | Adolphe Poisson     |           |                     |
| juin 1995                                | mars 2008 | Michel Lejard       | SE        | Exploitant agricole |
| mars 2008                                | mai 2019  | Jean-Michel Bougard | SE        | Aide-soignant       |
| septembre 2019                           | En cours  | Katia Ambrois       | SE        | Agricultrice        |
| Les données manquantes sont à compléter. |           |                     |           |                     |

## Démographie
L'évolution du nombre d'habitants est connue à travers les recensements de la population effectués dans la commune depuis 1793. Pour les communes de moins de 10 000 habitants, une enquête de recensement portant sur toute la population est réalisée tous les cinq ans, les populations de référence des années intermédiaires étant quant à elles estimées par interpolation ou extrapolation. Pour la commune, le premier recensement exhaustif entrant dans le cadre du nouveau dispositif a été réalisé en 2005.
En 2022, la commune comptait 320 habitants, en évolution de −8,05 % par rapport à 2016 (Sarthe : −0,25 %, France hors Mayotte : +2,11 %).
En 1841, Congé comptait 985 habitants.
| 1793 | 1800 | 1806 | 1821 | 1831 | 1836 | 1841 | 1846 | 1851 |
| ---- | ---- | ---- | ---- | ---- | ---- | ---- | ---- | ---- |
| 839  | 893  | 936  | 924  | 871  | 959  | 985  | 909  | 955  |

| 1856 | 1861 | 1866 | 1872 | 1876 | 1881 | 1886 | 1891 | 1896 |
| ---- | ---- | ---- | ---- | ---- | ---- | ---- | ---- | ---- |
| 894  | 825  | 797  | 741  | 749  | 698  | 675  | 665  | 627  |

| 1901 | 1906 | 1911 | 1921 | 1926 | 1931 | 1936 | 1946 | 1954 |
| ---- | ---- | ---- | ---- | ---- | ---- | ---- | ---- | ---- |
| 579  | 570  | 585  | 517  | 520  | 452  | 440  | 464  | 425  |

| 1962 | 1968 | 1975 | 1982 | 1990 | 1999 | 2005 | 2006 | 2010 |
| ---- | ---- | ---- | ---- | ---- | ---- | ---- | ---- | ---- |
| 427  | 372  | 292  | 247  | 242  | 291  | 296  | 296  | 327  |

| 2015 | 2020 | 2022 | - | - | - | - | - | - |
| ---- | ---- | ---- | - | - | - | - | - | - |
| 345  | 329  | 320  | - | - | - | - | - | - |

## Économie
Essentiellement tournée vers l'agriculture, la commune de Congé est le siège d'entreprises de construction, de commerce, de services aux entreprises et aux particuliers. Durant la belle saison, les gîtes ruraux et les résidences secondaires contribuent à la vie sociale et économique de la commune. Traditionnellement, l'activité agricole principale était la polyculture-élevage et comprenait la production de chanvre.

## Activité et manifestations
- Au  cours de l'année, l'ancienne école, accueille divers événements socio-culturels.

## Patrimoine et lieux touristiques
- L'église remarquable Notre-Dame-et-Sainte-Marie-Madeleine est du XIIe siècle et fut modifiée au XVIe siècle. Le clocher, du XIIe siècle, en forme de tour médiévale ronde rare dans la région, est surmonté d'une flèche à section hexagonale couverte d'ardoise. À l'intérieur, le retable du XVIIe siècle est du sculpteur manceau Noël Mérillon. Il  comprend plusieurs sculptures du même artiste : une Vierge à l'Enfant, un saint Sébastien et un saint Joseph.
- Monument aux morts.
- Moulin à eau des XIXe et XXe siècles.
- Ancien lieu de baignade aménagé sur les rives de l'Orne.
- Fours à chanvre aux lieux-dits le Grand Chesnay et Coq Fresne.
- Sentiers de randonnée (départ et carte près de l'église) : sentier du Grand Chesnay (9,5 km), sentier du Cormier (5,9 km), Circuit  de Bois Villiers (4 km)
- De Congé on aperçoit, au sud-ouest, le donjon du château de Ballon.

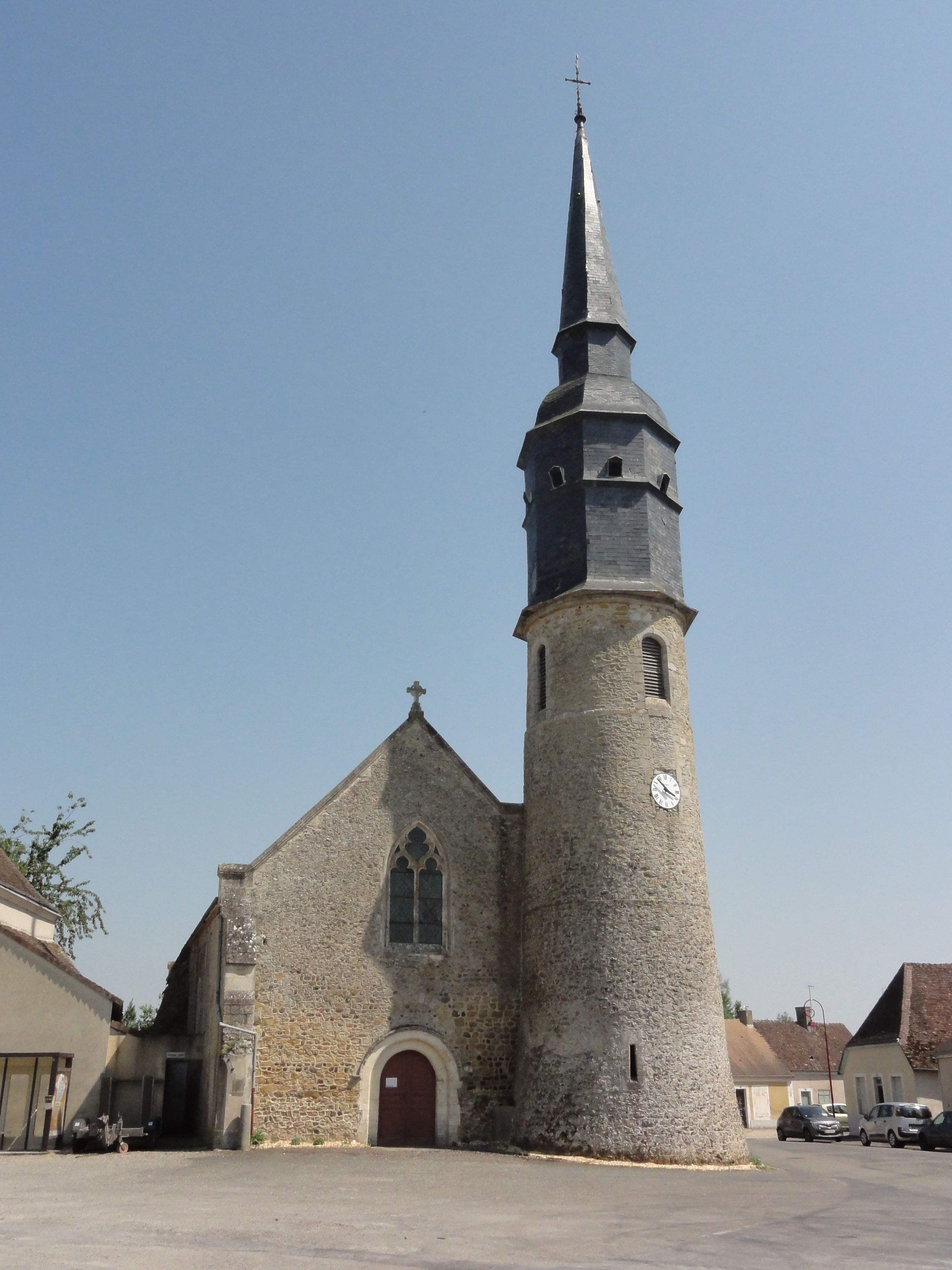
Église Notre-Dame-et-Sainte-Marie-Madeleine
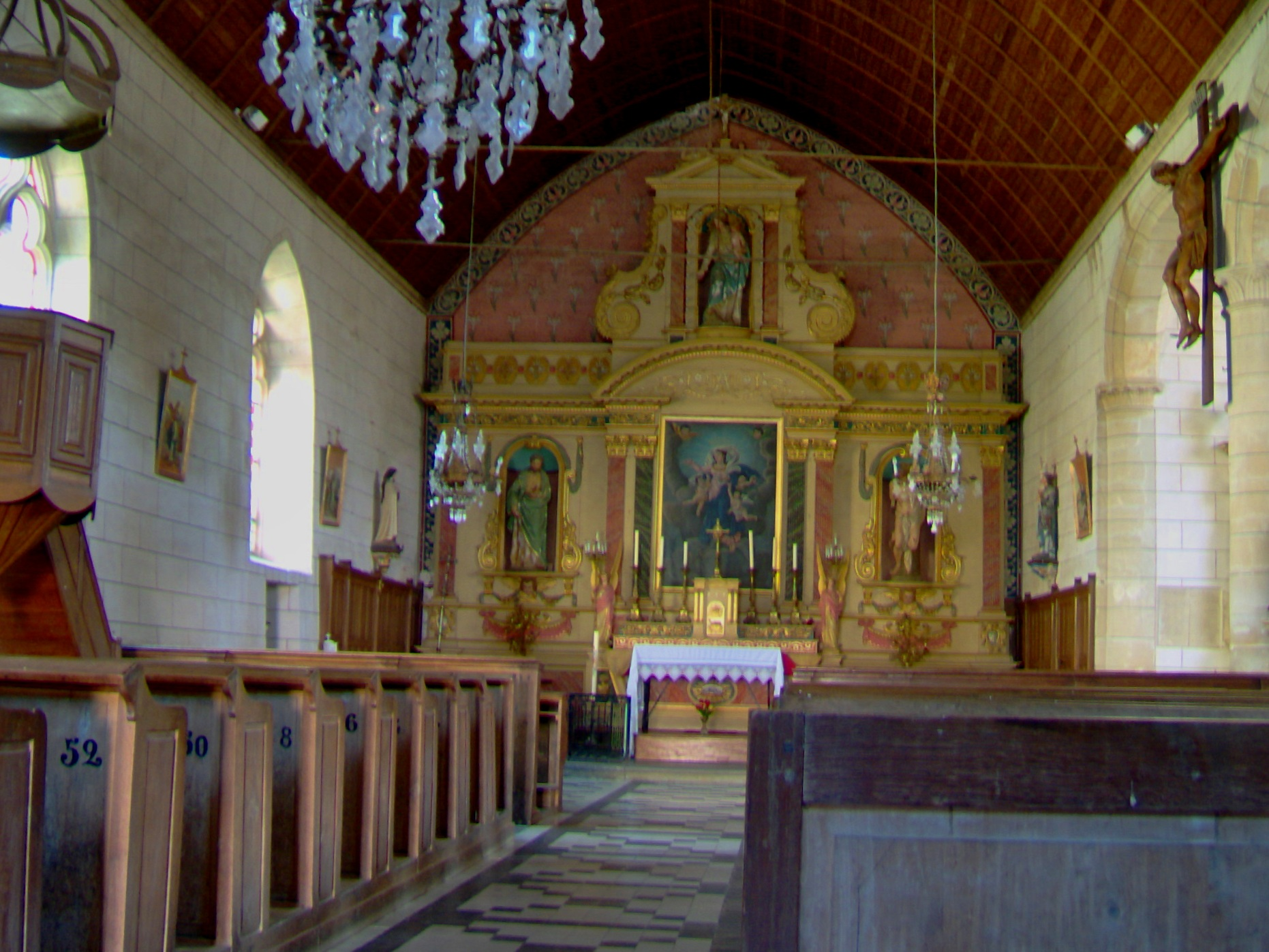
Intérieur de l'église.
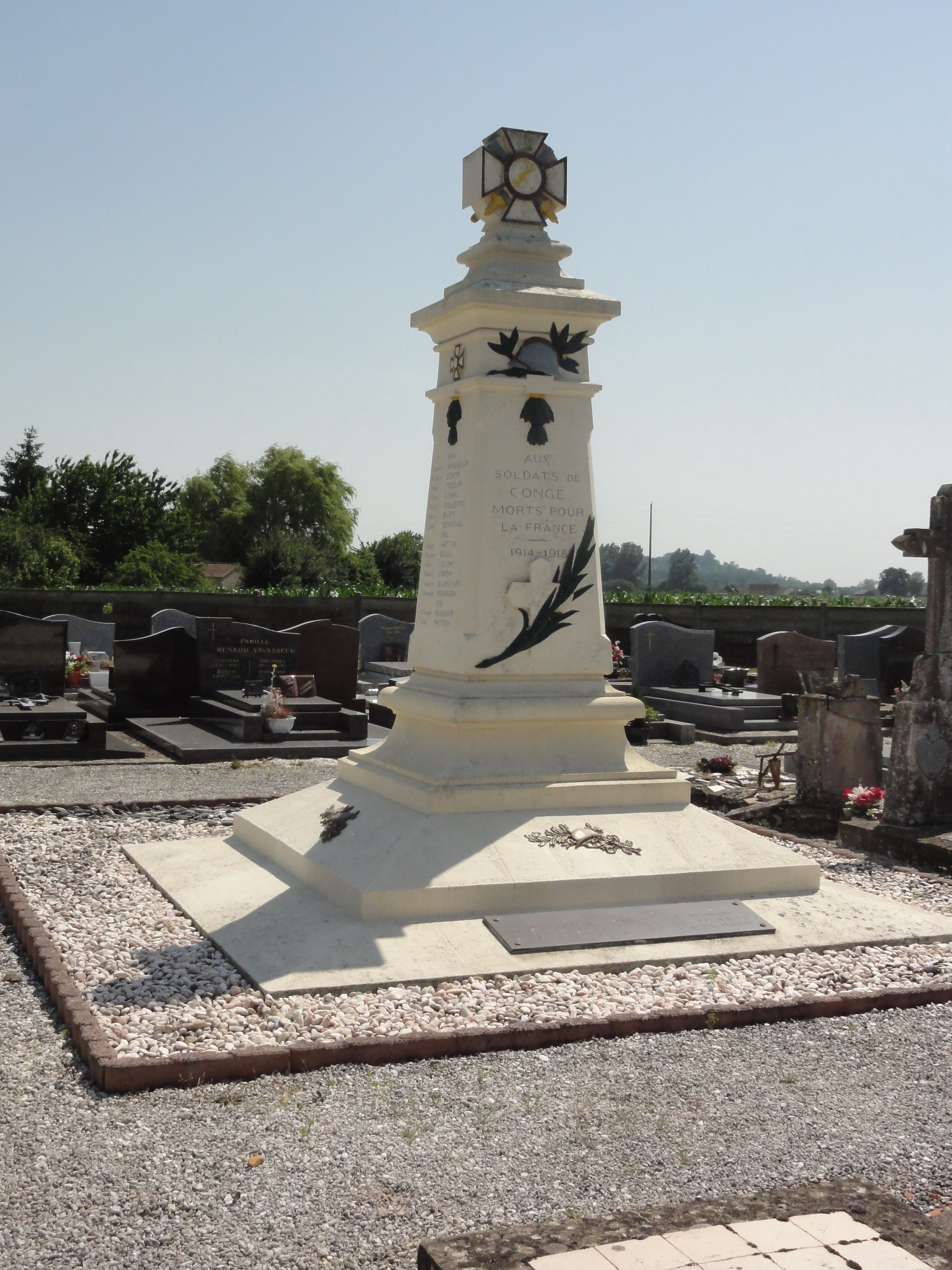
Monument aux morts.
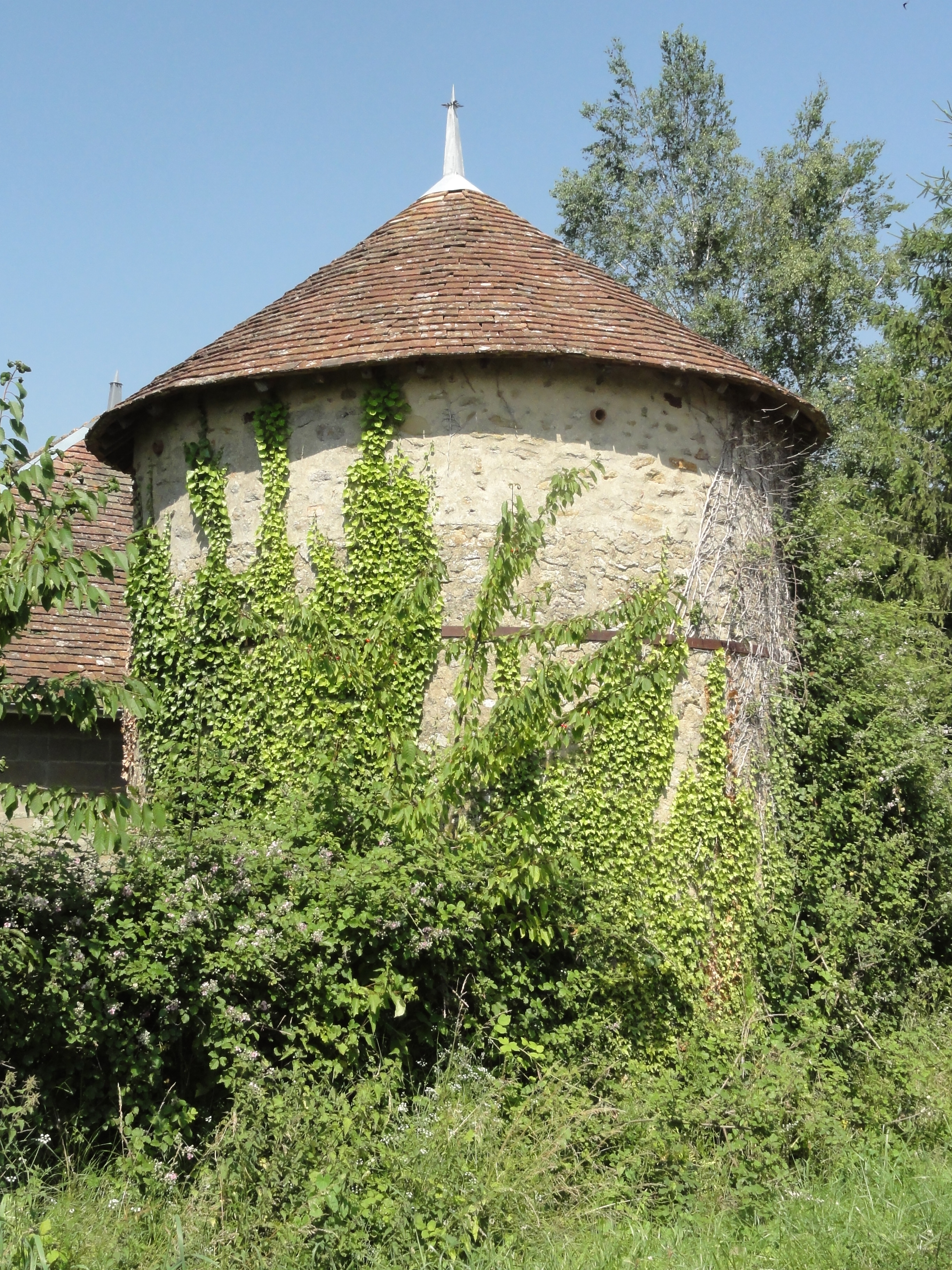
Four à chanvre au Grand Chenay.